# Chimera Entertainment
Chimera Entertainment ist ein unabhängiges Entwicklerstudio für digitale Unterhaltungssoftware mit Fokus auf Mobile Games, Online Games und Cross-Plattform-Entwicklungen. Das 2007 mit dem LARA Startup Award ausgezeichnete Unternehmen beschäftigt über 70 Mitarbeiter in München und ist das größte Entwicklerstudio im Entwickler-Netzwerk des Produktionshauses Remote Control Productions. Das Entwicklerstudio entwickelte über fünf verschiedenen Plattformen verteilt bereits mehr als 20 Spiele wie beispielsweise Angry Birds Epic, John Woo's Bloodstroke und Warstory – Europe in Flames. Chimera Entertainment arbeitete in der Vergangenheit mit Partnern wie Rovio, DeNA, Audi, Bigpoint, Koch Media und TEVA (ratiopharm) zusammen.

## Geschichte
Chimera Entertainment wurde im Jahr 2006 von Alexander Kehr und Christian Kluckner, beide Absolventen der Münchner Mediadesign Hochschule (MDH), zusammen mit Hendrik Lesser und seinem Produktionshaus remote control productions gegründet. Kehr und Kluckner waren unter den ersten Gamedesign-Absolventen der Münchner MDH und die erfolgreiche Zusammenarbeit bei ihrem Abschlussprojekt führte zur Gründung der gemeinsamen Firma.
Kehr, der bereits im Alter von sechs Jahren damit anfing Karten- und Brettspiele zu entwickeln, und Kluckner, der über vier Jahre an Erfahrung als Programmierer mitbrachte, bekamen dabei Hilfe von Hendrik Lesser und seinem frisch gegründeten Produktionshaus remote control productions. Als erfahrener Produzent stellte Lesser bei Chimera Entertainment einen Teil der Geschäftsführung.
Im Jahr 2007 wurde Chimera der vom Wirtschaftsministerium in Bayern gestiftete LARA Start Up Award verliehen. Das erste Projekt von Chimera Entertainment war das Echtzeit-Strategiespiel Windchaser (Windows). Das Spiel vereint Elemente aus beliebten RTS-Spielen, Rollenspielen und rundenbasierten Taktikspielen zu einer eigenständigen Spielidee und spielt in einer Fantasy-Welt namens Ensai, die nach einer Idee Kehrs erschaffen wurde.
Im Jahr 2009 veröffentlichte Chimera in Kooperation mit BBG Entertainment das Spiel Gehirntraining mit Dr. Kawashima für Windows und Mac OS, das auf den Studien des japanischen Neurowissenschaftlers Ryūta Kawashima basiert. In Zusammenarbeit mit Bigpoint veröffentlichte Chimera Entertainment ein Jahr später das Strategie-Spiel Warstory - Europe in Flames, ein Microsoft-Silverlight-Browserspiel, das während der Zeit des Zweiten Weltkriegs spielt.
In den darauffolgenden Jahren übernahm Chimera einige Auftragsarbeiten und veröffentlichte mehrere Spiele für verschiedene Plattformen. Chimera Entertainment entwickelte in Kooperation mit Rovio auch das neue Angry-Birds-Spiel Angry Birds Epic, das im Juni 2014 für iOS, Windows Phone und Android erschien.
Im Jahr 2020 kündigte der FFF-Vergabeausschuss an, ein in der Entwicklung befindliches Spiel von Chimera Entertainment mit dem Arbeitstitel "Realms at War" mit 500.000 EUR zu fördern. Im Rahmen der "Geeked Week" kündigte Netflix im Juni 2022 an, dass im Jahr 2023 "Shadow and Bone: Destinies" erscheinen würde, dass ein Premium-Handyspiel zum Netflix-Hit sein wird, der auf den Büchern von Leigh Bardugo basiert und von Chimera Entertainment entwickelt wird.

## Entwickelte Spiele
Der Debüttitel war Windchaser (Windows) erschien im Mai 2008. Es folgten verschiedene Auftragsarbeiten, darunter Gehirntraining mit Dr. Kawashima (Windows, Mac OS), memory HD, Demolition Dash sowie Happy Hills (alle iOS). Im Jahr 2010 stellte Chimera mit Warstory – Europe in Flames sein erstes MMO-Browsergame fertig, das in Kooperation mit Bigpoint veröffentlicht wurde. Chimera Entertainment ist offizieller Entwickler für Nintendo DS und Nintendo Wii, Microsoft Xbox 360 und Sony PlayStation. Aktuell arbeitet das Studio an unterschiedlichen Projekten für Webbrowser, Smartphones und Konsole.
| Jahr | Titel                            | Plattform(en)                           | Genre                      |
| ---- | -------------------------------- | --------------------------------------- | -------------------------- |
| 2008 | Windchaser                       | Windows                                 | Strategie-Rollenspiel      |
| 2009 | Farm Fever                       | iOS                                     | Puzzlespiel                |
| 2009 | Gehirntraining mit Dr. Kawashima | Windows, MacOS                          | Puzzlespiel                |
| 2009 | Wiesn Fever                      | iOS                                     | Puzzlespiel                |
| 2010 | Memory (HD)                      | iOS                                     | Puzzlespiel                |
| 2010 | Warstory - Europe in Flames      | Browser                                 | Strategie-MMO              |
| 2012 | Demolition Dash                  | iOS                                     | Runner                     |
| 2012 | Happy Hills                      | iOS, Android                            | Physikalisches Puzzlespiel |
| 2012 | Towers & Dungeons                | iOS                                     | Towerbuilder               |
| 2012 | Sara's Cooking Class             | iOS, Android                            | Koch-App                   |
| 2012 | Word Wonders                     | iOS, Windows                            | Wort-Puzzlespiel           |
| 2012 | Skylancer                        | Browser                                 | Strategie-MMO              |
| 2012 | Mission: Genesis                 | Browser                                 | Strategie-MMO              |
| 2013 | Hoppetee!                        | iOS                                     | Runner                     |
| 2013 | Happy Hills 2                    | iOS                                     | Physikalisches Puzzlespiel |
| 2013 | Little Islands                   | iOS                                     | Match 3 Puzzle             |
| 2013 | Aktiv mit MS                     | iOS, Browser                            | Cognitive Trainings        |
| 2014 | John Woo's Bloodstroke           | iOS, Android                            | Actionspiel                |
| 2014 | Angry Birds Epic                 | iOS, Windows Phone, Android             | RPG                        |
| 2014 | Crash UFO                        | iOS, Android                            | Actionspiel                |
| 2014 | Bernd das Brot                   | Windows, macOS                          | Adventure                  |
| 2015 | Mystery of Neuschwanstein        | Windows, macOS                          | Adventure                  |
| 2015 | Word Wonders Revolution          | iOS, Android                            | Wort-Puzzlespiel           |
| 2016 | Sacred Legends                   | iOS, Android                            | RPG                        |
| 2017 | Angry Birds Evolution            | iOS, Android                            | RPG                        |
| 2023 | Shadow and Bone: Enter the Fold  | iOS, Android                            | RPG                        |
| 2024 | Songs of Silence                 | Windows, Playstation 5, XBox Series X/S | Strategie                  |

## Auszeichnungen
- LARA Startup Award 2007[7]
- Deutscher Entwickler Preis 2008, Gewinner Sponsorship Preis[12]
- Deutscher Entwicklerpreis 2011, Gewinner Bestes Mobile Game des Jahres (Game: Demolition Dash)[13]
- Deutscher Computerspielpreis 2013, Gewinner Bestes Mobile Game (Game: Word Wonders)[14]
- Deutscher Entwicklerpreis 2017, Gewinner Bestes Mobile Game des Jahres (Game: Angry Birds Evolution)[15]